# Герб Томашпільського району
Герб Томашпі́льського райо́ну — один з символів Томашпільського району Вінницької області, затверджений 26 вересня 2006 року рішенням Томашпільської районної ради.
Автор — А. Ґречило.

## Опис
Щит розділений на три частини.
У першій червоній частині розташований срібний лапчастий хрест, поверх якого щиток зі срібним півмісяцем на лазуровому полі. В синій частині знаходиться срібна ромашка з золотою серцевиною. У срібній главі розміщено червоно-чорний український орнамент.
Щит обрамлено декоративним картушем у вигляді колосків та увінчано золотим Тризубом. На синій стрічці знизу щита розміщено напис «1923» — рік створення району.